# Walter Erviti
Walter Daniel Erviti Roldán (ur. 12 czerwca 1980 w Mar del Plata) – argentyński piłkarz występujący na pozycji pomocnika.
Posiada również obywatelstwo włoskie (ze względu na pochodzenie przodków).

## Kariera klubowa
Erviti zawodową karierę rozpoczynał w 1999 roku w zespole San Lorenzo de Almagro z Primera División Argentina. W 2001 roku zdobył z nim mistrzostwo fazy Clausura oraz Copa Mercosur, a w 2002 roku Copa Sudamericana. W San Lorenzo spędził 3 lata.
W 2002 roku Erviti podpisał kontrakt z meksykańskim Monterrey. W 2003 roku wywalczył z nim mistrzostwo fazy Clausura, a w 2004 oraz w 2005 wicemistrzostwo fazy Apertura. W Monterrey grał przez 3 lata. W 2008 roku wrócił do Argentyny, gdzie został graczem zespołu Banfield z Primera División. Zadebiutował tam 9 sierpnia 2008 roku w przegranym 1:2 pojedynku z Godoy Cruz. W 2009 roku zdobył z zespołem mistrzostwo fazy Apertura.
Na początku 2011 roku podpisał kontrakt z Boca Juniors, także grającym w Primera División. Zadebiutował tam 13 lutego 2011 roku w przegranym 1:4 spotkaniu z Godoy Cruz, w którym strzelił także gola.

## Kariera reprezentacyjna
W reprezentacji Argentyny Erviti zadebiutował 27 stycznia 2010 roku w wygranym 3:2 towarzyskim meczu z Kostaryką.